# WINS (AM)
Pour l’article homonyme, voir Windows Internet Naming Service.

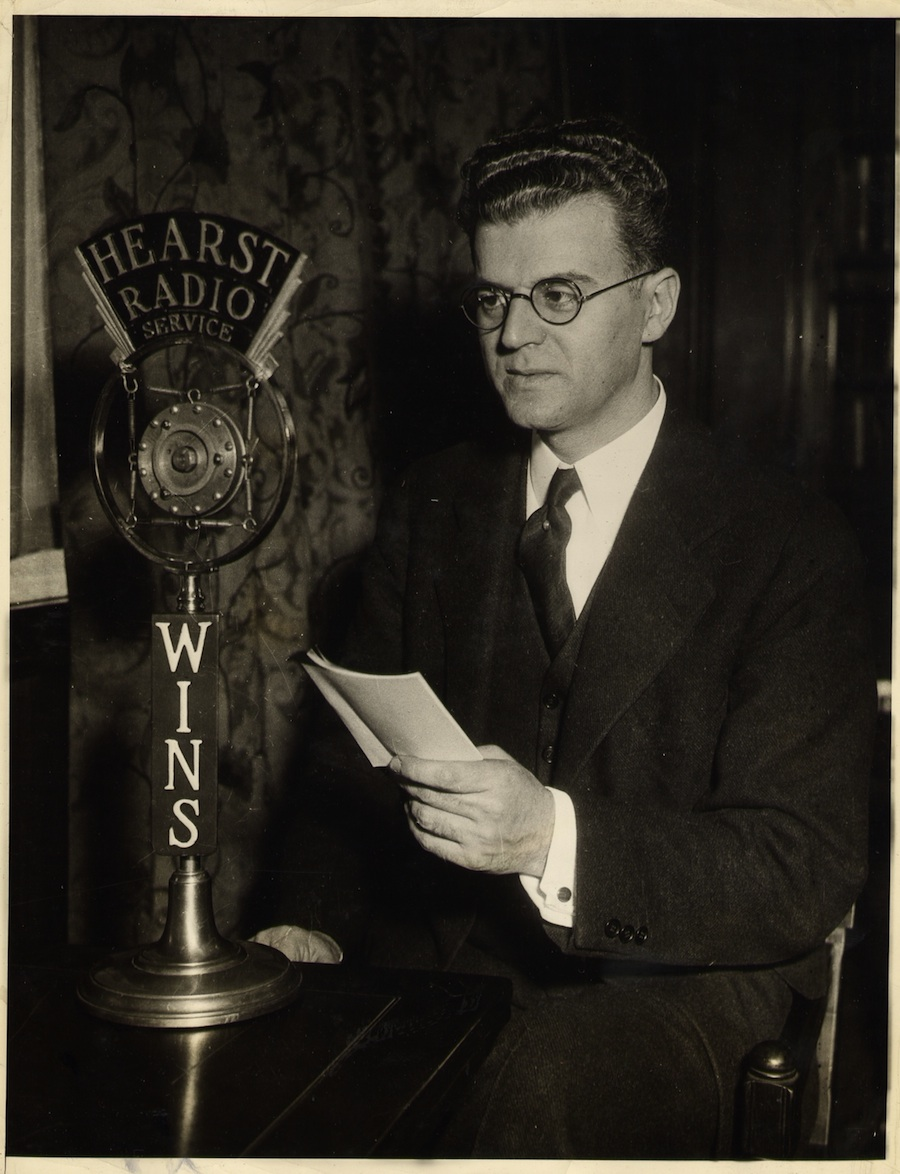
Louis Israel Newman en train de lire une histoire pour la WINS

1010 WINS est une station de radio américaine diffusant ses programmes en ondes moyennes (1010 kHz) à New York. C'est une chaîne d'actualité en direct et en continu.

## Historique
Cette station a commencé ses émissions en 1924 sous l'indicatif WGBS. Devenue WINS en 1943, la station est l'une des premières à diffuser du rock 'n' roll dans les années 1950 par l'intermédiaire du DJ vedette Alan Freed. WINS change de format et devient une station d'informations en continu en 1965.